# Balduin (Liesborn)
Balduin (* unbekannt; † 9. Dezember 1161 in Liesborn) war Abt des Klosters Liesborn im Zeitraum von 1130 bis 1161.

## Leben
Abt Balduin stammte vermutlich aus Flandern. Müller nennt als mögliche Herkunftsfamilie Balduins das Grafenhaus Flandern-Hennegau, das Grafenhaus Holland oder die Grafenfamilie von Altena in Flandern. Abt Balduin war der erste Abt der neuen Benediktinerabtei in Liesborn, nachdem die Benediktiner das vorherige Damenstift bezogen hatten. Balduins Arbeit in Liesborn war besonders im Bereich der Wiederherstellung der Rechte des Klosters, die dem Frauenkloster verloren gegangen waren, prägnant. So schaffte er es beispielsweise, dass Konrad III. dem Kloster die Rechte für die rheinischen Güter bei Remagen bestätigte. Sein gutes Verhältnis zu den Bischöfen in Paderborn und Münster und deren Wertschätzung seiner Person wird besonders in der hohen Position seines Namens in den Zeugenlisten ihrer Urkunden deutlich. Er schaffte es darüber hinaus, dem Kloster die freie Abtswahl und die Archidiakonatsrechte zu sichern. Die Chronisten beschreiben Balduin als regen und energischen Mann, was darin Ausdruck findet, dass er es schaffte, das ‚ruinierte‘ Kloster wieder aufzubauen, es auszustatten und ihm zu neuem Ansehen zu verhelfen. Balduin starb am 9. Dezember 1161 in Liesborn und wurde in der Konventskirche begraben.